# Branford Clarke
Branford Edward Clarke (18 martie 1885 - 7 iulie 1947) a fost un predicator evanghelist, poet și artist care a promovat organizația Ku Klux Klan prin intermediul propriilor creații artistice realizate pentru Pillar of Fire Church și publicațiile sale.

## Biografie
S-a născut pe 18 martie 1885, în Londra, Anglia. Fratele său era membru al Parlamentului. În anii 1920, a transformat un Ford Model T într-o capelă mobilă. A fost pastor al bisericii Pillar of Fire în Brooklyn, New York timp de câțiva ani. Din 1925 până în 1928 a realizat ilustrații pentru publicațiile politice și religioase ale Pillar of Fire în parteneriat cu episcopul Alma White, fondatorul și liderul bisericii. Într-o mare parte din creațiile sale erau atacate minorități precum catolicii, evreii și imigranții sosiți în Statele Unite, respectiv promovau Ku Klux Klanul.
A încetat din viață pe 7 iulie 1947 și a fost înmormântat în cimitirul Pillar of Fire din Zarephath, New Jersey. Epitaful său afirmă „The Cross he bore, through years of service bound, on yonder shore in recompense is found, The Crown.”

## Lucrări de artă

### Cărți
- Poems and Pictures by a Preacher (1921)[9]
- The Ku Klux Klan In Prophecy (1925)
- Klansmen: Guardians of Liberty (1926)
- Heroes of the Fiery Cross (1928)[10]
- Woman's Chains (1943): 9 illustrations
- Guardians of Liberty Vol I-III, (1943)

### Publicații periodice
- The Good Citizen (1913–1933)

### Imnuri
O parte din poemele lui Clarke au publicate drept ca imnuri în Cross and Crown Hymnal: Tell Me of the Love of Jesus, Everything Will Work Out Right, God Keep Me Strong, Prayer Changes Things, Calling Again and Again, Take Heart și Yonder Shore.

## Imagini

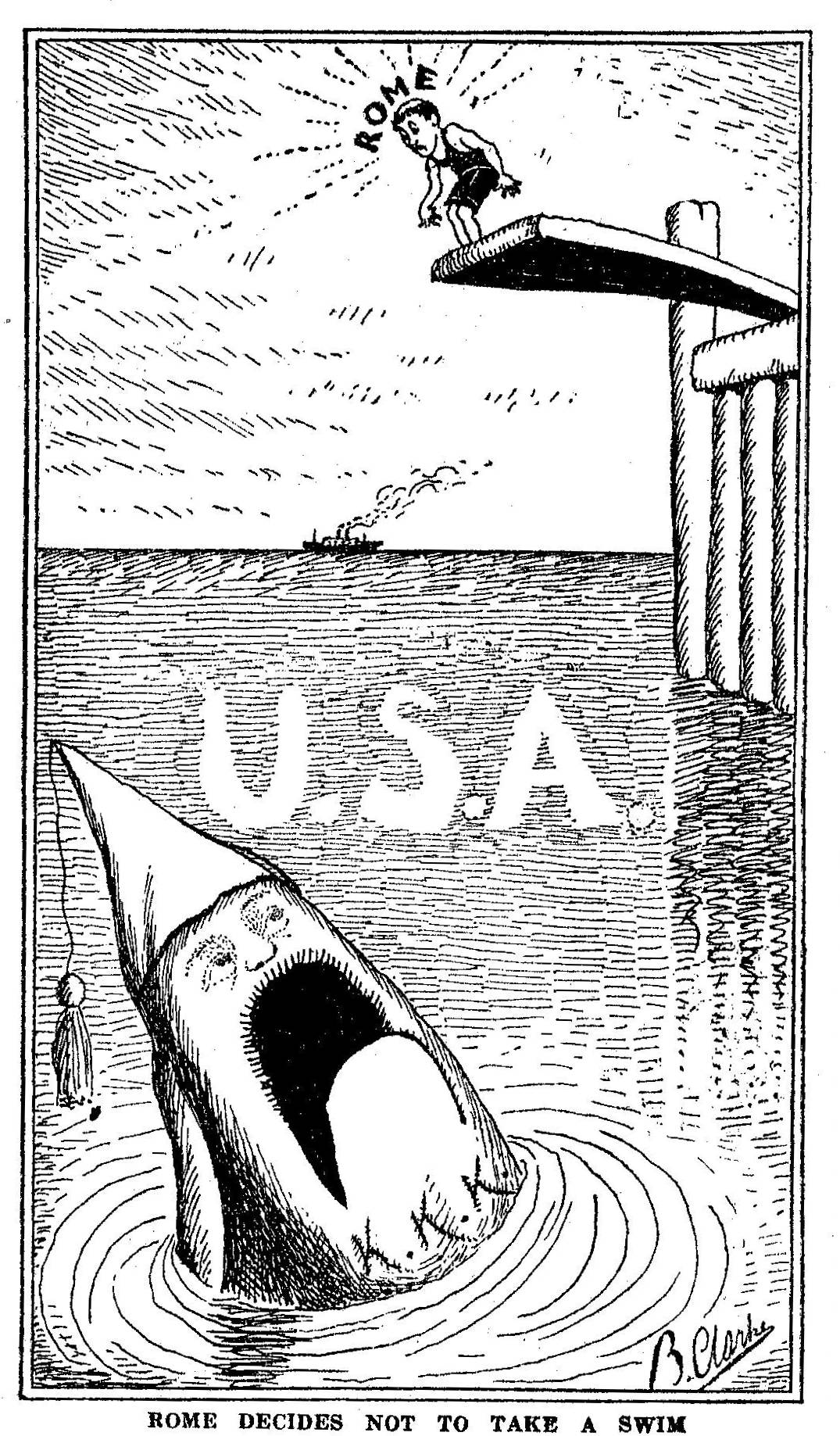
Din Heroes of the Fiery Cross 1928.
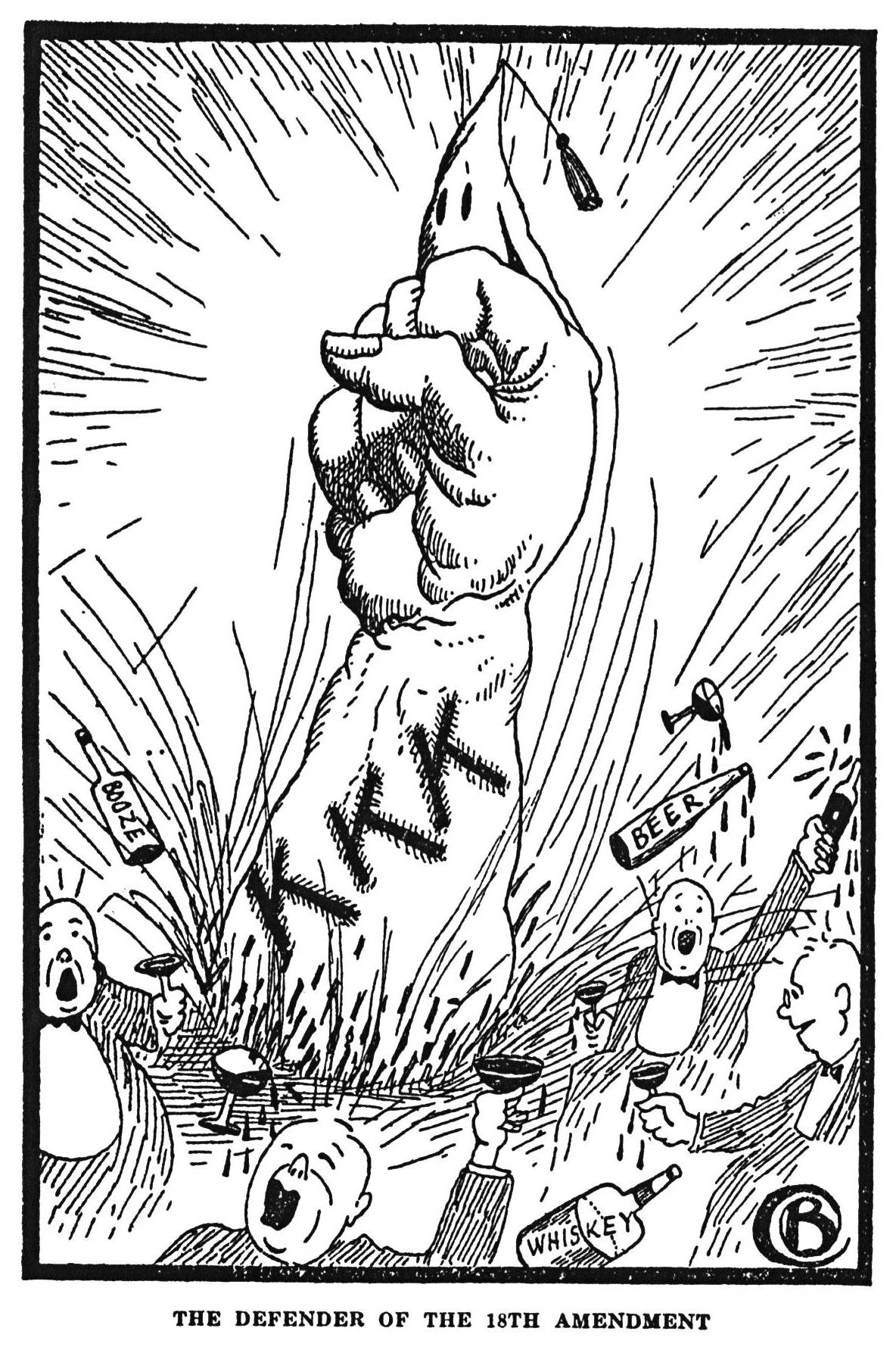
Apărătorii celui de-al 18-lea Amendament. din Klansmen: Guardians of Liberty 1926.
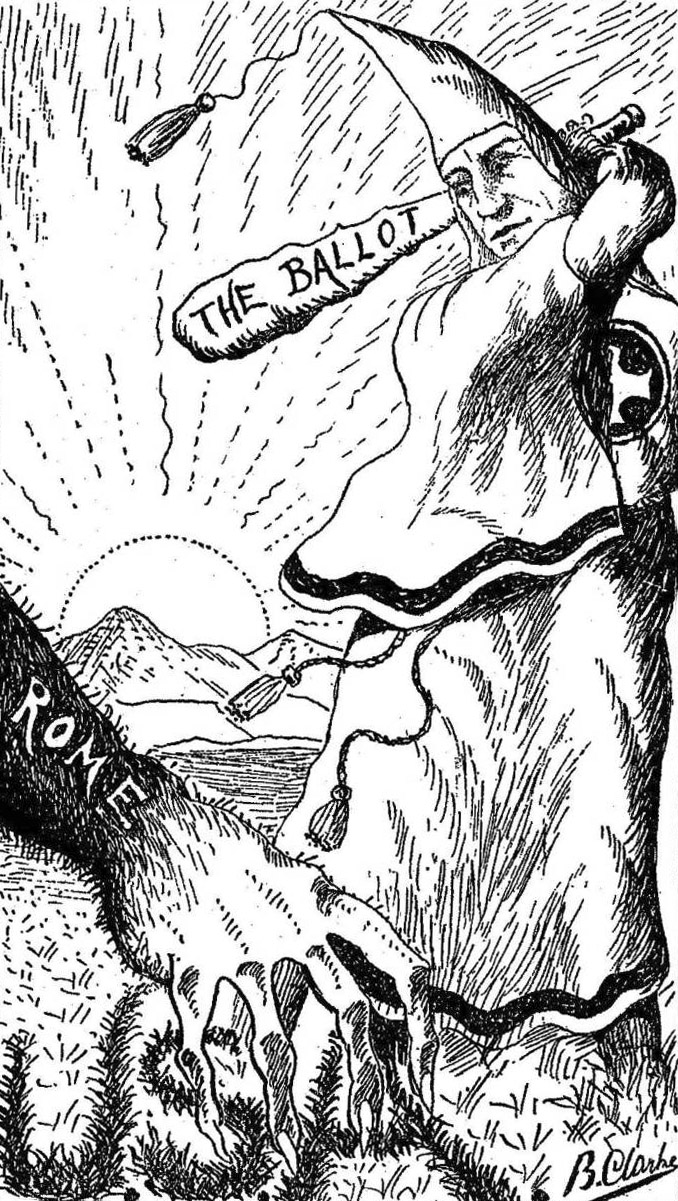
DIn Heroes of the Fiery Cross 1928.
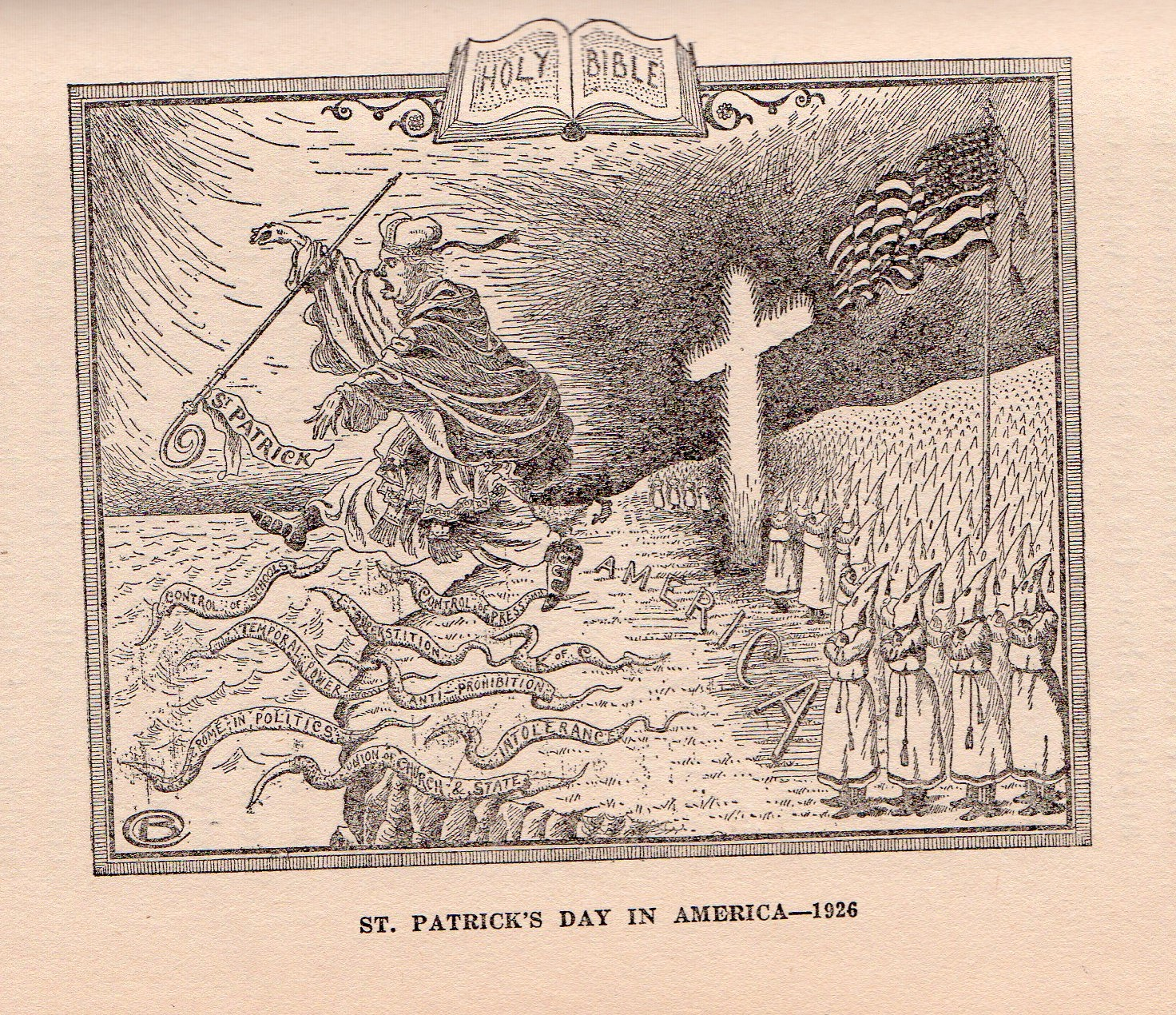
Sfântul Patrick în America. din Klansmen: Guardians of Liberty 1927.
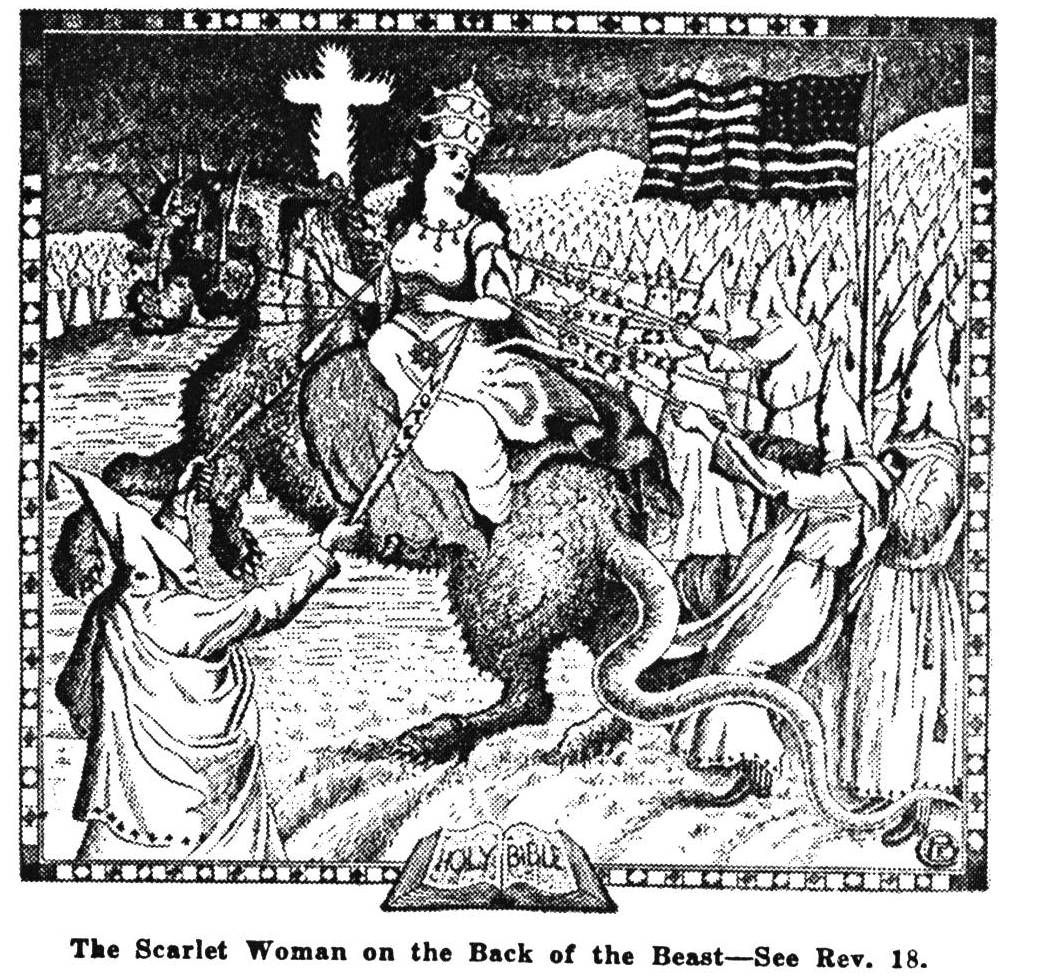
The Scarlet Woman on the Back of the Beast. Din The Ku Klux Klan In Prophecy 1925.
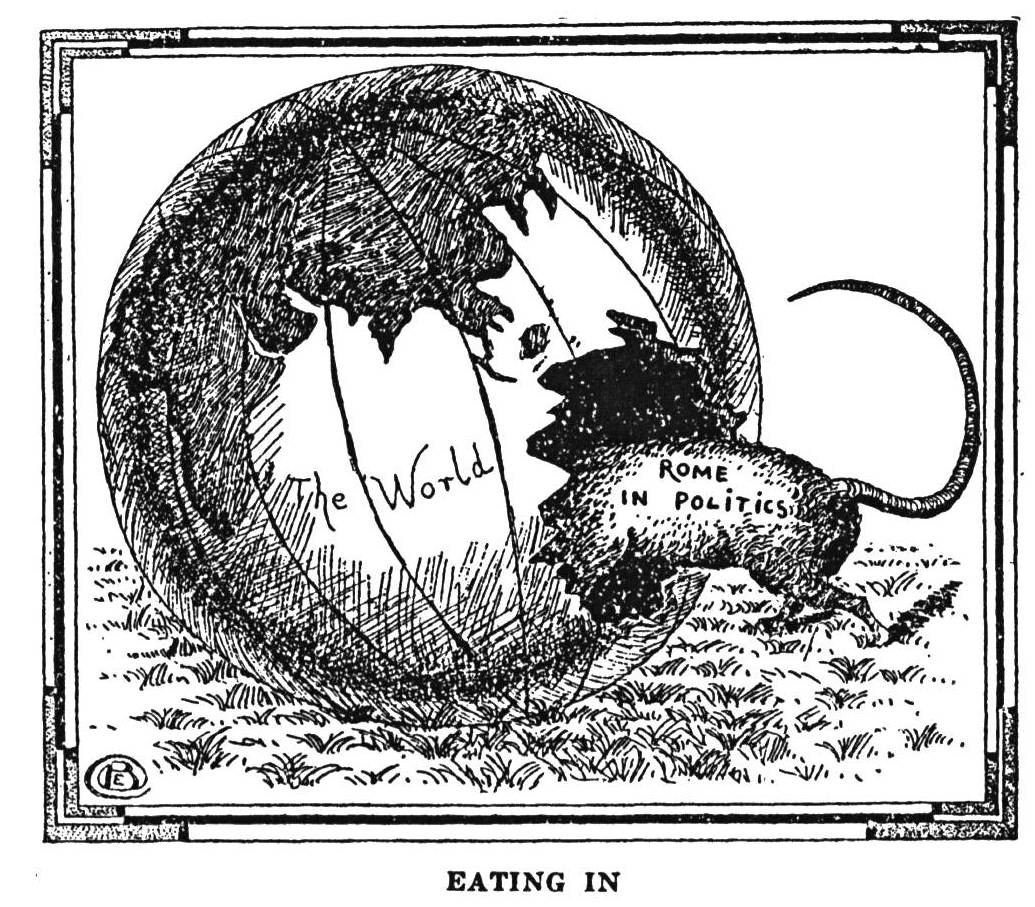
Eating In. Din Klansmen: Guardians of Liberty
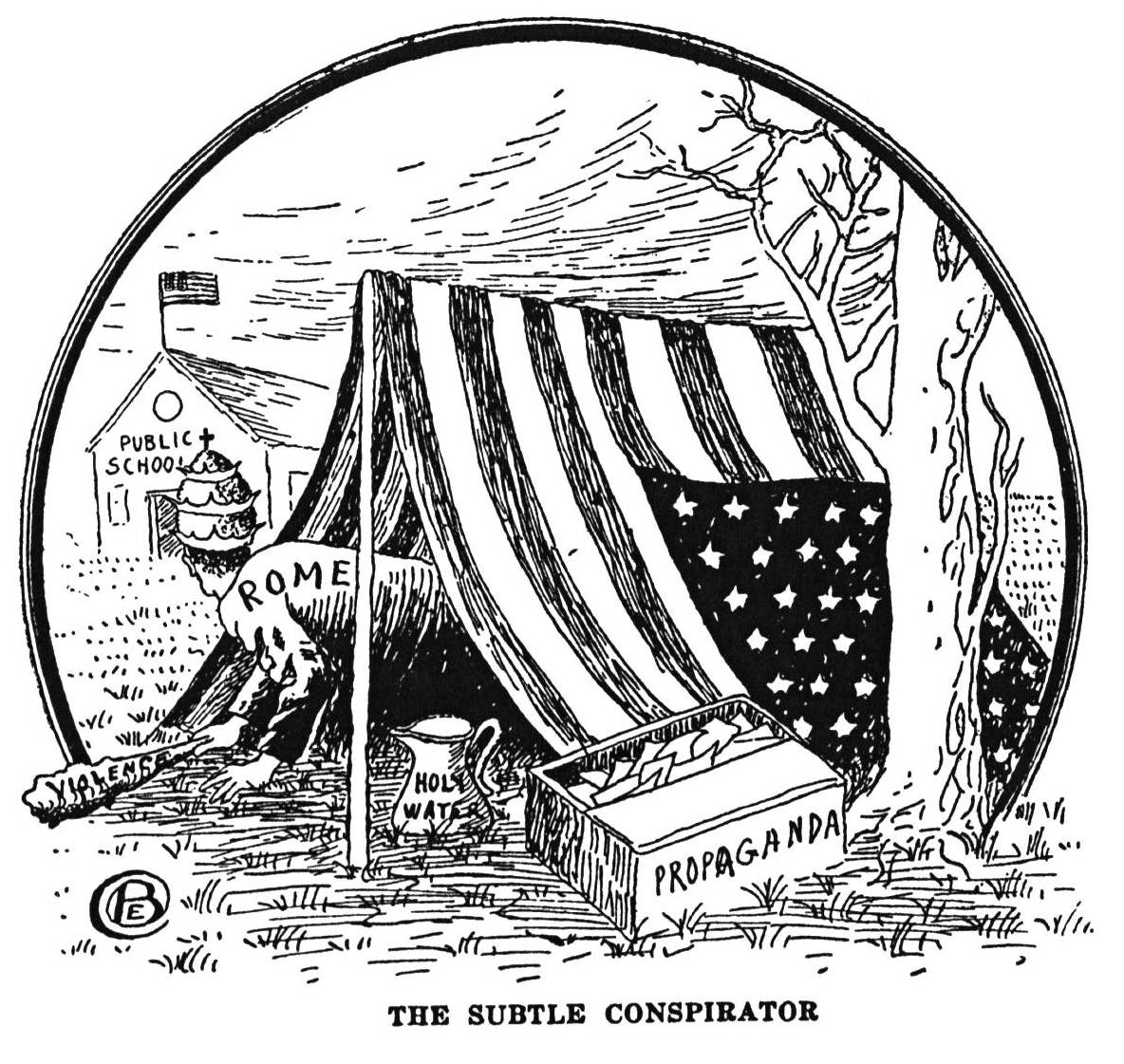
The Subtle Conspirator. din Klansmen: Guardians of Liberty
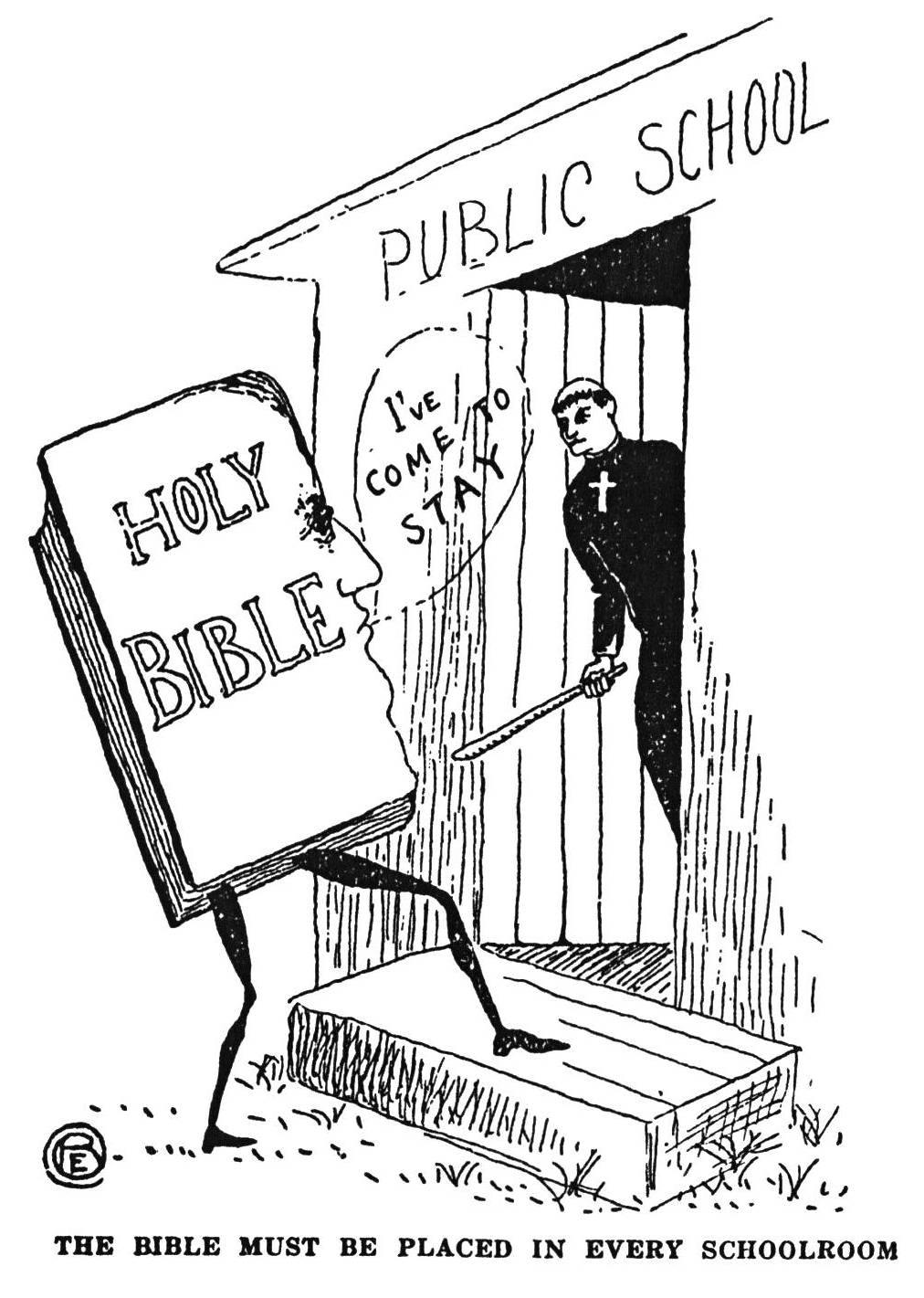
The Bible Must Be Placed In Every Schoolroom. din Klansmen: Guardians of Liberty